# Cerkev sv. Florijana, Vetrinj-Zakamen
Župnijska cerkev Vetrinj-Zakamen se nahaja v vasi Zakamen (nemško Stein) v 13. mestnem okraju Vetrinj mesta Celovec na avstrijskem Južnem Koroškem. Župnijska cerkev je posvečena svetemu Florijanu in spada v dekanijo Celovec-mesto v Krški škofiji. Do leta 1938 je bila uradno dvojezična, nemška in slovenska fara.  Cerkev in nekdanje pokopališče sta pod spomeniškim varstvom.

## Zgodovina
Predhodno cerkev je v letih 1143 do 1147 podaril grof Bernard Spanheimski (*pred 1097; † 1147) skupaj s svojo ženo  menihom v Vetrinju. Leta 1193 so menihi cerkev preuredili v gospodarsko poslopje. Med letoma 1258 in 1264 so cerkev obnovili in jo povzdignili v župnijsko cerkev. Med letoma 1762 in 1765 je bila zgrajena nova baročna ladja, med letoma 1769 in 1773 pa so pod vodstvom opata iz Viktringa postavili stolp.
Po razpustju bližnje cistercijanske opatije v Vetrinju leta 1786 v času vladavine Jožefa II. so tamkajšnjo nekdanjo samostansko cerkev namenili za župnijsko cerkev, cerkev v Zakamnu pa so zaprli. Po protestih župnijske skupnosti so cerkev leta 1788 zaprli, vendar so jo leta 1789 ponovno odprli romarji iz Radiš. Od leta 1803 je bilo uradno dovoljeno, da se poleg kolegiatne cerkve v Vetrinju ponovno uporablja kot župnijsko cerkev.

## Arhitektura
Cerkev stoji na vzpetini in je obdana s pokopališčem. Cerkvena stavba ima ladjo s štrlečimi kapelnimi nišami na obeh straneh in plitev tristranski kor. Na jugu je bila dodana dvonadstropna zakristija. Na zahodu je bil dodan cerkveni stolp s čebulasto kupolo na vrhu odprtega ganka z okroglimi oboki. Ladja in prezbiterij sta bila zgrajena s sodčastim sklepnikom s spandreli na stenskih pilastrih in kompozitnimi kapiteli. Križno obokano orgelsko podstrešje na dveh okroglih stebrih ima lesen parapet. Na koru so okrasni vitraži iz leta 1894, stropna poslikava pa prikazuje mučeništvo svetega Florijana.

## Oprema
Oprema cerkve je enotno v poznem rokokojskem slogu. Glavni oltar sta leta 1770 izdelala kipar Benedikt Pläß in mizar Joseph Kapfer. Glavna oltarni sliki sv. Florijana ter nastavek sv. Trojice sta delo slikarja Eustahija Gabriela. Ob straneh sta podobi sv. Sebastijana in sv. Roka. Na vrhu glavnega oltarja je dvojni grb opata Bernharda Winterla. Pred glavnim oltarjem je širok tabernakelj s stranskimi relikviariji in štirimi angeli, ki jih je izdelal Benedikt Pläß. Oltar za ljudstvo in ambon v baročnem slogu sta bila nameščena med letoma 1989 in 1990.
V cerkvi so štirje zvonovi, in sicer zvon Petra Pfinzinga iz leta 1521, zvon Mathiasa Landsmanna iz leta 1675 in dva zvonova livarne Grassmayr v Innsbrucku iz leta 1989.

## Cerkveno pokopališče
Nagrobniki so na steni ladje, v pokopališkem zidu in na pokopališču; omembe vredni so nagrobniki koroške plemiške družine Moro iz 19. stoletja in bronasti doprsni kip Maxa viteza Moro, ki ga je leta 1900 izdelal kipar Jakob Wald. 

## Spletne povezave
- Cerkev Zakamen na spletnem mestu župnije Vetrinj